# Le bighe sono pronte
Le bighe sono pronte è il primo album live di Andrea Ra, registrato il 27 aprile 2007 alla Locanda Atlantide e pubblicato il 24 maggio. Il disco è stato preceduto dai singoli Insieme al vento e Anche oggi è uguale a ieri.

## Tracce
1. Scacchi Assassini – 4:31 (Andrea Ra)
2. Insieme Al Vento – 5:08 (Andrea Ra)
3. Vestita Come Ra – 3:43 (Andrea Ra)
4. Balli Con Me – 8:28 (Andrea Ra)
5. Idromele – 4:47 (Andrea Ra)
6. Il Pazzo – 6:12 (Andrea Ra)
7. Anche Oggi Uguale A Ieri – 6:09 (Andrea Ra)
8. Here Come The Bastards – 4:26 (Primus)
9. Ovunque Tu – 6:26 (Andrea Ra)
10. Io Vorrei Non Vorrei Ma Se Vuoi – 3:20 (testo: Mogol – musica: Lucio Battisti)
11. Ovunque Tu (Reprise) – 2:58 (Andrea Ra)
12. Emilo Pappagall – 2:38 (Andrea Ra)
13. Taglia La Testa Al Gallo – 1:20 (Ivan Graziani)
14. Rock 'N Roll Robot – 3:16 (Alberto Camerini)
15. Il Professor Sottuttoio – 3:25 (Andrea Ra)
16. Ricominciamo Adesso – 7:15 (Andrea Ra)

Durata totale: 74:02

## Formazione
- Andrea Ra - Basso e voce
- Daniele Iacono - Batteria e cori
- Giacomo Anselmi - Chitarra e cori